# Ерсалимов, Азат Канатович
Азат Канатович Ерсалимов (каз. Азат Қанатұлы Ерсәлімов; 19 июля 1988, Семипалатинск, Казахская ССР, СССР) — казахстанский футболист, защитник.

## Карьера
Футбольную карьеру начал в 2005 году в составе клуба «Семей-2». В начале 2006 года подписал контракт с клубом «Семей».
В 2011 году играл за «Тараз» за который провёл 14 матчей в Премьер-лиге. В 2017 года году стал игроком клуба «Акжайык».
В начале 2019 года перешёл в «Окжетпес».

## Достижения
«Актобе»
- Чемпион Казахстана: 2009